# Генріх Белль
Ге́нріх Теодо́р Белль, також Генріх Бьолль, Гайнріх Бьолль (нім. Heinrich Böll, 21 грудня 1917, Кельн — 16 липня 1985, Ланґенбройх) — німецький письменник. Учасник Другої світової війни, оберєфрейтор вермахту.
Автор антинацистських та соціально-критичних романів «Де ти був, Адаме?» (1951), «Більярд о пів на десяту» (1959), «Очима клоуна» (1963), «Груповий портрет з дамою» (1971), що вирізняються глибиною психологічного аналізу, гостротою етичної проблематики та гуманізмом. Оповідання, автобіографічна повість «Що станеться з хлопчиком…» (1981), театральні, телевізійні, та радіоп'єси, літературна критика. Нобелівська премія (1972).

## Біографія
Генріх Теодор Белль, німецький прозаїк і новеліст, народився 21 грудня 1917 року в Кельні, одному з найбільших міст Рейнської долини, у багатодітній родині майстра з виготовлення художніх виробів з дерева Віктора Белля й Марі (Германнс) Белль. Предки Белля по батьковій лінії втекли з Англії при Генріхові VIII: як і всі католики, вони зазнавали переслідувань з боку англіканської церкви. Предки по материній лінії були селянами і пивоварами з Рейнської долини.
Почав писати вірші й оповідання з раннього дитинства. Юнак виявився одним з небагатьох учнів у класі, які не вступили у Гітлер'югенд. Проте через рік після закінчення школи юнака притягнули до примусових трудових робіт, а в 1939 році призвали на військову службу. Белль служив капралом на Східному й Західному фронтах, кілька разів був поранений і зрештою в 1945 році потрапив у полон до американців, після чого просидів кілька місяців у таборі для військовополонених на півдні Франції.
Після повернення до свого рідного міста, Белль недовгий час навчався в Кельнському університеті, потім працював у майстерні батька, потім у міському бюро демографічної статистики й при цьому не переставав писати.
Нобелівську премію Белль отримав у 1972 році «за творчість, у якій сполучається широке охоплення дійсності з високим мистецтвом створення характерів і яка стала вагомим внеском у відродження німецької літератури».
У 1942 році Белль одружився з Анною Марі Чех, яка народила двох синів. Разом із дружиною Белль перекладав твори на німецьку мову таких американських письменників як Бернард Маламуд і Джером Девід Селінджер.
На той час, коли Белль отримав Нобелівську премію, його книги стали широко відомими не тільки в Західній, але й у Східній Німеччині й навіть у Радянському Союзі, де було продано кілька мільйонів екземплярів його творів. Разом з тим Белль зіграв помітну роль у діяльності Пен-клубу, міжнародної письменницької організації, за допомогою якої він надавав підтримку письменникам, що піддавалися утискам у країнах комуністичного режиму. Після того як Олександр Солженіцин в 1974 році був висланий з Радянського Союзу, він до від'їзду в Парижі жив у Белля.
Помер Белль у 67-річному віці, перебуваючи під Бонном, у гостях в одного зі своїх синів 16 липня 1985 року. Похований на старому кладовищі Мертен.

## Творчість
Ранні оповідання Белля за характером схожі з оповіданнями багатьох німецьких авторів кінця 1940-х років; вони являють собою стилістично прості, нещадно реалістичні портрети «маленьких людей», що живуть у руїнах розбомблених міст.
У 1949 році вийшла у світ й одержала позитивний відгук критики перша повість Белля «Поїзд точно за розкладом». Це історія про молодого солдата, якого чекає повернення на фронт і швидка смерть. «Поїзд прийшов вчасно» — це перший твір Белля із серії книг, у яких описується безглуздість війни й труднощі післявоєнних років; так і «Подорожній, коли ти прийдеш у Спа…» (1950), «Де ти був, Адаме?»(1951) і «Хліб ранніх років»(1955). Всі ці книги звучать палкими обвинуваченнями жахам і хаосу війни. Авторська манера Белля, що писав просто і ясно, була орієнтована на відродження німецької мови після пихатого стилю нацистського режиму.
Відійшовши у своєму першому романі «Більярд о пів на десяту» (нім. «Billiard um halbzehn», 1959) від манери «літератури руїн» (Trummer literatur), Белль розповідає про сім'ю відомих кельнських архітекторів. Хоча дія роману обмежена всього одним днем, завдяки ремінісценціям і відступам у романі розповідається про три покоління — панорама роману охоплює період від останніх років правління кайзера Вільгельма II до процвітаючої «нової» Німеччини 1950-х років «Більярд о пів на десяту» значно відрізняється від більше ранніх творів Белля — і не тільки масштабом подачі матеріалу, але й формальною ускладненістю. «Ця книга, — писав німецький критик Генрі Плард, — доставляє величезну розраду читачеві, тому що показує цілющість людської любові».
У 1960-х роках твори Белля стають композиційно ще складнішими. Дія повісті «Очима клоуна» («Ansichten eines Clowns», 1963) відбувається також протягом одного дня; у центрі оповідання перебуває парубок, який говорить по телефону й від імені якого ведеться оповідання; герой воліє грати роль блазня, аби тільки не підкоритися лицемірству післявоєнного суспільства. «Тут ми знову зіштовхуємося з головними темами Белля: нацистське минуле представників нової влади й роль католицької церкви в післявоєнній Німеччині», — писав німецький критик Дітер Геніке.
Темою «Самовільної відлучки» («Entfernung von der Truppe», 1964) і «Кінця одного відрядження» («Das Ende einer Dienstfahrt», 1966) також є протидія офіційній владі. Більш об'ємний і набагато більше складний, у порівнянні з попередніми творами, роман «Груповий портрет з дамою» («Gruppenbild mit Dame», 1971) написаний у формі репортажу, що складається з інтерв'ю й документів про Лені Пфайффер, завдяки чому розкриваються долі ще шістдесятьох людей. «Простежуючи протягом півстоліття німецької історії життя Лені Пфайффер, — писав американський критик Ричард Локк, Белль створив роман, що оспівує загальнолюдські цінності».
«Груповий портрет з дамою» був згаданий під час присудження Беллю Нобелівської премії (1972), отриманої письменником «за творчість, у якій сполучається широке охоплення дійсності з високим мистецтвом створення характерів і яке стало вагомим внеском у відродження німецької літератури». «Це відродження, — сказав у своїй промові представник Шведської академії Карл Раґнар Ґіров, — порівняне з воскресінням повсталої з попелу культури, яка, здавалося, була приречена на повну загибель, проте, на нашу загальну радість і користь, дала нові паростки».
У тому ж році, коли Белль надав допомогу Солженіцину, він написав публіцистичну повість «Втрачена честь Катаріни Блюм» («Die verlorene Ehre der Katharina Blum»), у якій виступив з різкою критикою продажної журналістики. Це оповідання про несправедливо звинувачену жінку, яка зрештою вбиває репортера, що оббрехав її. В 1972 році, коли преса була переповнена матеріалами про терористичну групу Баадера Майнгофа, Белль пише роман «Дбайлива облога» («Fürsorgliche Belagerung», 1979), у якому описуються руйнівні соціальні наслідки, що виникають через необхідність підсилювати засоби безпеки під час масового насильства. Спогади про ранню юність у Кельні «Ким виросте хлопчина, або Щось про книжки» («Was soll aus dem Jungen bloss werden? oder: Irgendwas mit Büchern») вийшли у 1981 році.
У рік смерті Белля (1985) був виданий найперший роман письменника «Солдатська спадщина» («Das Vermachtnis»), який був написаний в 1947 році, однак публікувався вперше. «Солдатська спадщина» оповідає про криваві події, що відбувалися під час війни в районі Атлантики й Східного фронту. Попри те, що в романі відчувається деякий надрив, відзначає американський письменник Вільям Бойд, «Солдатська спадщина» є добутком зрілим і досить значним: «від нього віє вистражданими ясністю й мудрістю».
Його іменем названо Фонд Гайнріха Белля у Німеччині.

## Система хронотопів в романах Генріха Белля
- хронотоп «національного минулого». В романах Белля фігурує хронотоп «національного минулого» (спадковості). Це не тема, а саме цілий світ, влаштований особливим чином і існує в свідомості героїв — «віртуальний» хронотоп, що служить для них своєрідною системою координат. Одним з атрибутів буйволів в романі «Більярд о-пів на десяту» є показний релігійний шовінізм, атрибут їх гордості та самоствердження (це також зв'язок із минулим). Яскраво простежується саме зовнішня сторона, своєрідний культ, виставлення напоказ, що неприйнятно для християнства, як такого, особливо очима агнців та пастирів. Не менш цікавий мотив — священні співи двох світів, свого роду маркери. Вони неодноразово згадуються у романі та лише в словах Йоганни прямо протиставляються: «Я свята, і біль у моєму серці не стих. Мій син, Отто Фемель, поліг. <…> він же теж прийняв причастя буйвола <…> ченці із смолоскипами в руках відсвяткували початок нової ери <…> Абат здивувався, що Роберт не захотів узяти участі в святі. <…> ті самі уста, що вміли так гарно співати «Rorate coeli», заспівали пісню, яка, сподіваюся, ніколи не злине з уст мого онука: «Тремтять порохняві кістки», — твої кістки ще не тремтять, старий?[13] Інша пісня — войовнича пісня нацистів; в тексті роману цитується доволі часто, стаючи своєрідним заклинанням буйволів. Окрім священних пісень, є також і священні імена. Святі сили вибирають Гельдерліна, а темні — Гінденбурга (показове співзвучання ще більше загострює протиставлення світів). Гельдерлін — поет-романтик, ім'я якого є втіленням культури поза вузьконаціональними межами, «щира побожність»[14]. За ім'ям Гінденбурга криються інші поняття — «нація», «війна».

## Твори

### Романи
- Де ти був, Адаме? (Wo warst du, Adam?, 1951)
- І не промовив жодного слова… (Und sagte kein einziges Wort, 1953)
- Дім без господаря (Haus ohne Hüter, 1953)
- Більярд о пів на десяту (Billard um halbzehn, 1959)
- Груповий портрет з дамою (Gruppenbild mit Dame, 1971)
- Дбайлива облога (Fürsorgliche Belagerung, 1979)
- Солдатська спадщина (Das Vermächtnis, 1985)

### Повісті
- Поїзд точно за розкладом (Der Zug war pünktlich, 1949)
- Хліб ранніх років (Das Brot der frühen Jahre, 1955)
- Очима клоуна (Ansichten eines Clowns, 1963)
- Втрачена честь Катерини Блум (Die verlorene Ehre der Katharina Blum, 1974)
- Ким виросте хлопчина, або Щось про книжки (Was soll aus dem Jungen bloss werden? oder: Irgend was mit Büchern, 1981)

### Оповідання
- Подорожній, коли ти прийдеш у Спа… (Wanderer, kommst du nach Spa, відро 1950)
- Самовільна відлучка (Entfernung von der Truppe, 1964)
- Кінець одного відрядження (Das Ende einer Dienstfahrt, 1966)
- Анекдот про зниження трудової моралі. (Anekdote zur Senkung der Arbeitsmoral, 1963)

### Різне
- Ірландський щоденник (Irisches Tagebuch)

### Українські переклади
- Смерть Лоенгріна. — К., 1960;
- Біля мосту // Всесвіт. — 1963. — № 1;
- Очима клоуна. — К.: Дніпро, 1965. — 286 с./Пер. Микола Дятленко [Архівовано 17 серпня 2018 у Wayback Machine.];
- Дім без господаря. — К.: Радянський письменник, 1968. — 263 с./Пер. Євген Попович [Архівовано 17 серпня 2018 у Wayback Machine.];
- Біла ворона та інші новели. — К: Дніпро, 1969. — 301 с./ Пер. Євгенія Горева. [Архівовано 17 серпня 2018 у Wayback Machine.]
- Груповий портрет з дамою // Всесвіт. — 1972. — № 5—7;
- [Оповідання] // Всесвіт. — 1989. — № 7;
- Вибрані твори: В 2 т. — К., 1989;
- Він  розвозив  пиво  / /   Всесвіт.  —  1994.  —  No10. [Архівовано 17 серпня 2018 у Wayback Machine.]
- І що з цього хлопця буде? – Ще одну сторінку, 2025. –128 с./пер. Нелі Ваховської

У 1989 році видавництво «Дніпро» видало капітальний двотомник Белля, до якого увійшли повість «Поїзд точно за розкладом», романи «Де ти був, Адаме?», «І не промовив жодного слова…», «Більярд о пів на десяту», оповідання «Людина з ножами», «Моя коштовна нога», «Подорожній, коли ти прийдеш у Спа… [Архівовано 17 серпня 2018 у Wayback Machine.]», «Смерть Лоенгріна», «Мій дядько Фред», «Терези Балеків», «Мовчання доктора Мурке [Архівовано 17 серпня 2018 у Wayback Machine.]», «Як у поганих романах», «Долина Тупоту Копит», «Коли почалася війна», «Коли закінчилася війна», «Самовільна відлучка» (том 1 [Архівовано 17 серпня 2018 у Wayback Machine.]) та романи «Груповий потртет з дамою», «Дбайлива облога», повість «Втрачена честь Катаріни Блум», цикл нарисів «Ірландський щоденник» (том 2 [Архівовано 17 серпня 2018 у Wayback Machine.]) у перекладах Галини Сварник, Галини Лозинської, Олекси Саниченка, Євгена Поповича, Євгенії Горевої, Петра Соколовського, Олекси Логвиненка, Володимира Шелеста з передмовою Дмитра Затонського.